# Miranda Hobbes
Pour les articles homonymes, voir Hobbes.
 (février 2023).
Si vous disposez d'ouvrages ou d'articles de référence ou si vous connaissez des sites web de qualité traitant du thème abordé ici, merci de compléter l'article en donnant les références utiles à sa vérifiabilité et en les liant à la section « Notes et références ».
Miranda Hobbes est un personnage de la série Sex and the City et de son spin-off And Just Like That.... Elle est interprétée par Cynthia Nixon.

## Caractère
Miranda est intelligente, sûre d'elle et fière de sa réussite professionnelle. Dans les premières saisons, elle est décrite comme étant une femme assez masculine et misandre. Ambitieuse et intelligente, elle est associée dans un cabinet d'avocats, ce qui lui a permis d'acheter son propre appartement dans l'Upper West Side. Elle se met la pression en permanence, que ce soit pour sa carrière ou sa vie personnelle. Toutefois, elle est aux prises avec sa vie amoureuse et par moments elle aussi croit en l'amour.
Robuste et terre-à-terre, elle ne s'ouvre pas facilement, masquant sa vulnérabilité par le cynisme (dont on croirait parfois qu'elle en a fait un style de vie), l'autodérision et l'humour.

## Biographie
Miranda vient de Philadelphie. Elle a deux sœurs nommée Betsy et Catherine. Elle est diplômée d'Harvard. On sait qu'elle déteste ses parents et que ses sœurs, avec qui elle n'a plus aucun contact, sont mariées et mères. Dans l'épisode 8 de la saison 4, Miranda perd sa mère. Dans cet épisode on verra Betsy (Becky Ann Baker) et Catherine (Elizabeth Canavan).

### Miranda et Steve
Tout au long de sa relation avec Steve (rencontré au cours de la deuxième saison), elle n'a eu de cesse d'avoir des accès de doutes sur ses véritables sentiments envers lui. Steve Brady est joué par David Eigenberg.
Ses tentatives pour amener leurs relations à un niveau supérieur ne semblaient, dans un premier temps, pas pouvoir aller plus loin. Ils ont abandonné, mais elle a réussi à sauver leur amitié.
Quand Steve perdit l'un de ses testicules des suites d'un cancer, Miranda voulut stimuler son moral de mâle amoché avec lui par une nuit de passion torride.
C'est peu de temps après cette mésaventure, qu'elle se rendit compte qu'elle était enceinte. Ayant bien l'intention de se faire avorter, c'est quelques minutes avant la procédure qu'elle changera d'avis et décidera de garder le bébé, se demandant par la même occasion si c'était vraiment là sa dernière chance d'accéder à la maternité.
Mais plus sa grossesse progressera, plus elle craindra de ne pas disposer d'un instinct maternel suffisant, elle aura d'ailleurs du mal à jongler entre une carrière exigeante physiquement et moralement, et sa nouvelle identité de mère.
La nature suivit son cours, et c'est ainsi que, avec Carrie et Steve à ses côtés, elle donnera naissance à Brady Hobbes à la fin de la quatrième saison.
Par la suite, Miranda fut aux prises avec son nouveau statut de mère célibataire et active. Elle dut composer avec le fait qu'être maman c'était s'attendre à tout ce que ça pouvait changer tant dans ses relations avec ses amis, que dans celles avec les hommes ! 
C'est dans ce contexte épuisant de travail et de gardes alternées que Miranda et Steve reprirent leur histoire là où ils l'avaient laissée, tout du moins le temps d'un après-midi, forçant Miranda à avoir un regard critique sur son attachement compliqué et tumultueux envers cet homme là.
Après une brève mais intense relation au cours de la sixième saison avec son fringant voisin, le Dr Robert Leeds, ses sentiments et ceux de Steve se révélèrent être mutuels et les deux décidèrent de ne faire qu'un. Ils emménagèrent à Brooklyn
lors de cet ultime opus, créant par là même un profond désarroi dans l'esprit de celle qui était désormais Madame Brady, 
cette dernière se déclarant New-Yorkaise[précision nécessaire] à la base d'une façon ou d'une autre…

## Sex and the City, le film
Dans ce film déroulant 4 ans après les événements de la fin de la série, Miranda est toujours mariée à Steve, et ils vivent à Brooklyn avec leur fils Brady, qui a maintenant cinq ans. Nous apprenons qu’elle emploie toujours Magda et que la mère de Steve, Mary, vit dans une maison de retraite, car elle souffre de la maladie d’Alzheimer. La relation entre Miranda et Steve est devenue obsolète, Miranda étant sous la pression à cause son travail et s’occupant de Brady. Après avoir ri un soir à propos de Miranda qui avait une moustache de lait, les deux font l’amour dans un moment de passion retrouvée, mais à mi-chemin, Miranda dit à Steve de se dépêcher parce qu’elle doit se lever tôt, ce qui le bouleverse.
Lors d’un de leurs rendez-vous autour d’un café, Miranda dit aux filles qu’elle et Steve n’ont pas eu de relations sexuelles depuis six mois, et peu de temps après, Steve avoue qu’il a eu des relations sexuelles avec une autre femme une fois. Bien que Steve implore son pardon, Miranda insiste pour se séparer et elle déménage dans le Lower East Side. Dans un moment d’égoïsme à courte vue, elle dit à Big la veille de son mariage avec Carrie qu’ils sont fous de se marier parce que cela gâche tout, ce qui l’amène à laisser Carrie à l’autel.
Miranda veut tout avouer juste après, mais Charlotte la convainc que ce n’est pas vraiment de sa faute, mais celle de Big. Les filles transforment le voyage de noces en un voyage entre filles. Près d’une année s’écoule avant que Miranda ne l’avoue à Carrie le jour de la Saint-Valentin. Carrie réprimande Miranda pour avoir voulu se faire pardonner tout en refusant de pardonner à Steve. Miranda et Steve suivent une thérapie de couple, au cours de laquelle ils décident de se retrouver sur le pont de Brooklyn dans deux semaines s’ils veulent se pardonner et oublier tout ce qui s’est passé.
Miranda commence à réfléchir à sa relation avec Steve en dressant une liste des avantages et des inconvénients. Elle se regarde dans le miroir et voit qu’elle a une moustache de lait. Cela lui fait réaliser qu’elle veut être avec Steve après tout et elle se précipite sur le pont de Brooklyn pour se réconcilier avec lui.

## Sex and the City 2
Ce second film se déroule deux ans après le mariage de Carrie, Miranda est une avocate surchargée de travail qui n’a pas le temps d’être mère. Elle a l’impression qu’on profite d’elle au travail, qu’on la laisse de côté parce qu’elle est une femme. Lorsque Steve lui suggère de quitter son emploi, elle est réticente, mais elle le fait après avoir été négligée, puis réduite au silence, lors d’une réunion.
Bien qu’elle ait bien l’intention de retourner au travail, Miranda profite de son temps libre et se rend aux activités de Brady. Dans le cadre de sa pause, elle décide d’accompagner Samantha, Carrie et Charlotte à Abu Dhabi. Là-bas, Miranda prend en charge l’emploi du temps du groupe. Elle compatit également avec Charlotte pour son sentiment d’inadéquation, avouant que c’est épuisant d’être une « bonne » mère.
Lorsque Miranda rentre chez elle, elle cherche et trouve un emploi épanouissant.

## And Just Like That...
Dans And Just Like That..., Miranda poursuit une maîtrise en droits de l’homme à l’Université Columbia après avoir été inspirée par les manifestations de Black Lives Matter. Brady est maintenant un adolescent. Elle se retrouve à s’éloigner de Steve, alors que leur vie sexuelle s’est à nouveau éteinte, et est attirée par la co-animatrice du podcast de Carrie, la comédienne Che Diaz. Che et Miranda entament alors une liaison et Miranda met fin à son mariage pour être avec Che, renonçant même à un stage prestigieux pour se rendre à Los Angeles avec eux.